# Marignac (Alta Garona)
Marignac é uma comuna francesa na região administrativa de Occitânia, no departamento de Alta Garona. Estende-se por uma área de 12,96 km². Em 2010 a comuna tinha 496 habitantes (densidade: 38,3 hab./km²).